# 唐·汉拉恩
唐纳德·汉拉恩（英語：Donald Hanrahan，1929年2月6日—2010年2月8日），美国NBA联盟前职业篮球运动员。